# Пінчук Софія Йосипівна
Софія Йосипівна Пінчук (*25 січня 1936) — український  учений у галузі металургії. Доктор технічних наук, професор. Академік АН ВШ України з 1999 р.
Народилася в Києві. У 1958 р. закінчила Дніпропетровський металургійний інститут. З 1964 р. працює в ДМетІ: аспірант, кандидат технічних наук (1969), доцент (1983), доктор технічних наук (1991), професор (1994). Тепер завідує кафедрою покриттів, композиційних матеріалів і захисту металів НМетАУ. Засновник і науковий керівник науково-дослідної лабораторії якості протикорозійного захисту в НМетАУ, науково-виробничого центру «Якість».

## Наукова діяльність
Основні аспекти наукової діяльності: розробка методів і засобів неруйнівного контролю, контрольованої технології коксування, системне дослідження проблем якості і протикорозійного захисту продуктів металургії.  
Автор понад 200 наукових робіт, серед яких монографії, підручники й навчальні посібники для студентів ВНЗ, авторські свідоцтва, патенти. 
Підготувала 10 кандидатів наук.
Член редакційних колегій науково-технічних збірників та журналів: «Металлургическая и горнорудная промышленность», «Проблемы металлургического производства», «Теория и практика металлургии».
Педагогічну й наукову діяльність поєднує з громадською, просвітницькою і доброчинною. Очолюючи Спостережну раду благодійницької організації «Фонд соціального порятунку», здійснює низку культурно-освітніх та просвітницьких проектів для учнів середніх шкіл і студентів ВНЗ.  
Академік Нью-Йоркської академії наук. 
Заслужений діяч науки і техніки України. Лауреат Державної премії України в галузі науки і техніки (2010).